# Журавлёва, Анна Владимировна
Анна Владимировна Журавлёва (род. 20 марта 1993) — российская дзюдоистка, бронзовый призёр чемпионата России 2014 года, мастер спорта России. Представляет спортивный клуб «Динамо» (Тюмень). Тренируется под руководством Заслуженного тренера России Виктора Саввича Иващенко. Выступает в полулёгкой весовой категории (до 52 кг).

## Спортивные результаты
- Чемпионат России по дзюдо 2014 года — ;